# Grahovo
Grahovo (oroszul: Грахово) falu Oroszországban, Udmurtföldön, a Grahovói járás székhelye.
Lakossága: 3245 fő (a 2010. évi népszámláláskor).

## Fekvése
Udmurtföld délnyugati szélén, Izsevszktől 140 km-re, az Adamka folyó partján fekszik. Távolsága országúton Izsevszktől 174 km, Mozsgától 78 km. A legközelebbi vasútállomás a 45 km-re fekvő Kiznyer.

## Története
A falu elődjét egy ott letelepedett család alapította 1813-ban. 1837-ben alapították templomát, attól kezdve számított falunak (szelo). A Votják Autonóm Terület (később Udmurt ASZSZK) Grahovói járását 1929-ben alapították, azóta a falu járási székhely. Lakói mezőgazdasági termeléssel, méhészettel foglalkoznak. 2012 végén a faluban új, kétemeletes rendelőintézetet adtak át rendeltetésének.

## Népesség
- 1959-ben 2 039 lakosa volt.
- 1970-ben 2 206 lakosa volt.
- 1979-ben 2 950 lakosa volt.
- 1989-ben 3 350 lakosa volt.
- 2002-ben 3 438 lakosa volt, melynek 59,7%-a orosz, 22,1%-a udmurt, 5%-a mari, 3,9%-a tatár, 2,8%-a csuvas.
- 2010-ben 3 245 lakosa volt.